# Ginnastica ai Giochi della XXIX Olimpiade
Le competizioni di ginnastica alle olimpiadi estive di Pechino si sono svolte dal 9 al 24 agosto 2008.

## Programma

### Ginnastica artistica
Tutti gli orari sono UTC+8
| Data           | Orario        | Evento                                  |
| -------------- | ------------- | --------------------------------------- |
| 9 agosto 2008  | 12:00 - 14:00 | Qualificazioni Maschili - 1             |
| 9 agosto 2008  | 16:00 - 18:00 | Qualificazioni Maschili - 2             |
| 9 agosto 2008  | 20:00 - 22:00 | Qualificazioni Maschili - 3             |
| 10 agosto 2008 | 10:00 - 11:30 | Qualificazioni Femminili - 1            |
| 10 agosto 2008 | 13:30 - 15:00 | Qualificazioni Femminili - 2            |
| 10 agosto 2008 | 17:00 - 18:30 | Qualificazioni Femminili - 3            |
| 10 agosto 2008 | 20:00 - 21:30 | Qualificazioni Femminili - 4            |
| 12 agosto 2008 | 10:00 - 12:30 | Finale maschile a squadre               |
| 13 agosto 2008 | 10:15 - 12:00 | Finale femminile a squadre              |
| 14 agosto 2008 | 11:00 - 13:30 | Finale maschile individuale             |
| 15 agosto 2008 | 11:15 - 13:00 | Finale femminile individuale            |
| 17 agosto 2008 | 18:00 - 18:30 | Finale maschile corpo libero            |
| 17 agosto 2008 | 18:45 - 19:15 | Finale femminile corpo libero           |
| 17 agosto 2008 | 19:30 - 20:00 | Finale maschile volteggio               |
| 17 agosto 2008 | 20:15 - 20:45 | Finale femminile volteggio              |
| 18 agosto 2008 | 18:00 - 18:30 | Finale anelli                           |
| 18 agosto 2008 | 18:45 - 19:15 | Finale femminile parallele asimmetriche |
| 18 agosto 2008 | 19:30 - 20:00 | Finale volteggio maschile               |
| 19 agosto 2008 | 18:00 - 18:30 | Finale maschile parallele simmetriche   |
| 19 agosto 2008 | 18:45 - 19:15 | Finale trave                            |
| 19 agosto 2008 | 19:30 - 20:00 | Finale sbarra                           |

### Ginnastica ritmica
| Data           | Orario        | Evento                              |
| -------------- | ------------- | ----------------------------------- |
| 21 agosto 2008 | 18:00 - 20:30 | Qualificazioni concorso individuale |
| 21 agosto 2008 | 20:30 - 21:30 | Qualificazioni concorso a squadre   |
| 22 agosto 2008 | 18:00 - 20:30 | Qualificazioni concorso individuale |
| 22 agosto 2008 | 20:30 - 21:30 | Qualificazioni concorso a squadre   |
| 23 agosto 2008 | 18:00 - 20:00 | Finale concorso individuale         |
| 24 agosto 2008 | 11:00 - 12:15 | Finale concorso a squadre           |

## Podi

### Uomini
| Evento                           | Oro                                                             | Perform. | Argento                                                                                              | Perform. | Bronzo                                                                                             | Perform. |
| Ginnastica artistica             |                                                                 |          | |          | |          |
| Concorso individuale (dettagli)  | Yang Wei                                                        | 94.575   | Kōhei Uchimura                                                                                       | 91.975   | Benoît Caranobe                                                                                    | 91.925   |
| Concorso a squadre (dettagli)    | Cina Huang Xu Chen Yibing Li Xiaopeng Xiao Qin Yang Wei Zou Kai | 286.125  | Giappone Hiroyuki Tomita Takehiro Kashima Kōki Sakamoto Makoto Okiguchi Kōhei Uchimura Takuya Nakase | 278.875  | Stati Uniti Raj Bhavsar Joseph Hagerty Jonathan Horton Justin Spring Kai Wen Tan Alexander Artemev | 275.850  |
| Corpo libero (dettagli)          | Zou Kai                                                         | 16.050   | Gervasio Deferr                                                                                      | 15.775   | Anton Golocuckov                                                                                   | 15.725   |
| Cavallo con maniglie (dettagli)  | Xiao Qin                                                        | 15.875   | Filip Ude                                                                                            | 15.725   | Louis Smith                                                                                        | 15.725   |
| Anelli (dettagli)                | Chen Yibing                                                     | 16.600   | Yang Wei                                                                                             | 16.425   | Oleksandr Vorobjov                                                                                 | 16.325   |
| Volteggio (dettagli)             | Leszek Blanik                                                   | 16.537   | Thomas Bouhail                                                                                       | 16.537   | Anton Golocuckov                                                                                   | 16.475   |
| Parallele simmetriche (dettagli) | Li Xiaopeng                                                     | 16.450   | Yoo Won-chul                                                                                         | 16.250   | Anton Fokin                                                                                        | 16.200   |
| Sbarra (dettagli)                | Kai Zou                                                         | 16.250   | Jonathan Horton                                                                                      | 16.175   | Fabian Hambüchen                                                                                   | 15.875   |
| Trampolino elastico              |                                                                 |          | |          | |          |
| Individuale (dettagli)           | Lu Chunlong                                                     | 41.00    | Jason Burnett                                                                                        | 40.70    | Dong Dong                                                                                          | 40.60    |

### Donne
| Evento                            | Oro | Perform. | Argento                                                                                                | Perform. | Bronzo | Perform. |
| Ginnastica artistica              | |          | |          | |          |
| Concorso individuale (dettagli)   | Nastia Liukin                                                                                                | 63.325   | Shawn Johnson                                                                                          | 62.725   | Yang Yilin | 62.650   |
| Concorso a squadre (dettagli)     | Cina Yang Yilin Cheng Fei Jiang Yuyuan Deng Linlin He Kexin Li Shanshan                                      | 188.900  | Stati Uniti Shawn Johnson Nastia Liukin Chellsie Memmel Samantha Peszek Alicia Sacramone Bridget Sloan | 186.525  | Romania Andreea Acatrinei Gabriela Drăgoi Andreea Grigore Sandra Izbașa Steliana Nistor Anamaria Tămârjan             | 181.525  |
| Corpo libero (dettagli)           | Sandra Izbașa                                                                                                | 15.650   | Shawn Johnson                                                                                          | 15.500   | Nastia Liukin | 15.425   |
| Volteggio (dettagli)              | Hong Un Jong                                                                                                 | 15.650   | Oksana Chusovitina                                                                                     | 15.575   | Cheng Fei | 15.562   |
| Parallele asimmetriche (dettagli) | He Kexin | 16.725   | Nastia Liukin                                                                                          | 16.725   | Yang Yilin | 16.650   |
| Trave d'equilibrio (dettagli)     | Shawn Johnson                                                                                                | 16.225   | Nastia Liukin                                                                                          | 16.025   | Cheng Fei | 15.950   |
| Ginnastica ritmica                | |          | |          | |          |
| Individuale (dettagli)            | Evgenija Kanaeva                                                                                             | 75.500   | Ina Žukava                                                                                             | 71.925   | Hanna Bezsonova | 71.875   |
| A squadre (dettagli)              | Russia Margarita Alijčuk Anna Gavrilenko Tat'jana Gorbunova Elena Posevina Dar'ja Škurichina Natal'ja Zuyeva | 35.550   | Cina Cai Tong-Tong Chou Tao Lü Yuanyang Sui Jianshuang Sun Dan Zhang Shuo                              | 35.550   | Bielorussia Alesja Babuškina NAnastasija Ivan'kova Zinaida Lunina Hlafira Marcinovič Ksenija Sankovič Alina Tumilovič | 34.900   |
| Trampolino elastico               | |          | |          | |          |
| Individuale (dettagli)            | He Wenna | 37.80    | Karen Cockburn                                                                                         | 37.00    | Ekaterina Khilko | 36.90    |

## Medagliere
| Posizione | Paese          |    |    |    | Totale |
| --------- | -------------- | -- | -- | -- | ------ |
| 1         | Cina           | 11 | 2  | 5  | 18     |
| 2         | Stati Uniti    | 2  | 6  | 2  | 10     |
| 3         | Russia         | 2  | 0  | 2  | 4      |
| 4         | Romania        | 1  | 0  | 1  | 2      |
| 5         | Corea del Nord | 1  | 0  | 0  | 1      |
| 5         | Polonia        | 1  | 0  | 0  | 1      |
| 7         | Canada         | 0  | 2  | 0  | 2      |
| 7         | Giappone       | 0  | 2  | 0  | 2      |
| 9         | Bielorussia    | 0  | 1  | 1  | 2      |
| 9         | Francia        | 0  | 1  | 1  | 2      |
| 9         | Germania       | 0  | 1  | 1  | 2      |
| 12        | Croazia        | 0  | 1  | 0  | 1      |
| 12        | Corea del Sud  | 0  | 1  | 0  | 1      |
| 12        | Spagna         | 0  | 1  | 0  | 1      |
| 15        | Uzbekistan     | 0  | 0  | 2  | 2      |
| 15        | Ucraina        | 0  | 0  | 2  | 2      |
| 17        | Gran Bretagna  | 0  | 0  | 1  | 1      |
| Totale    | Totale         | 18 | 18 | 18 | 54     |